# Johannes Magnus
Johannes Magnus (ur. 19 marca 1488 w Linköping, zm. 22 marca 1544 w Rzymie) – ostatni katolicki arcybiskup Uppsali, od 1523 r. z nominacji Gustawa Wazy, niezaakceptowanej przez papieża (Klemens VII uznał za niekanoniczne złożenie z urzędu duńskiego biskupa Uppsali, Gustava Trollego).  Johannes Magnus był jednak przeciwnikiem reformacyjnych planów króla Gustawa I.  
W 1526 roku Johannes Magnus wyjechał z poselstwem do Moskwy i już nie powrócił do Szwecji, gdzie diecezję Uppsali objął w 1531 r. protestancki biskup, Laurentius Petri.
W 1533 r. papież ostatecznie uznał kanoniczność odwołania Gustava Trollego i udzielił sakry arcybiskupiej Johannesowi Magnusowi, który jednak pozostał biskupem na wygnaniu. 
Koniec życia spędził w Wenecji i Rzymie, pisząc przy okazji dwie prace historyczne Historia de omnibus Gothorum Sueonumque regibus i Historia metropolitanæ ecclesiæ Upsaliensis. W tym pierwszym dziele rozpoczął listę władców Szwecji od wnuka biblijnego Noego, Magoga, stąd do dziś przyjmowana numeracja historycznych szwedzkich monarchów zaczyna się od wysokich cyfr.